# Ichthyodes truncata
Ichthyodes truncata là một loài bọ cánh cứng trong họ Cerambycidae.